# Simge Aköz
Simge Şebnem Aköz, més coneguda com a Simge Aköz (Samsun, 23 d'abril de 1991) és una jugadora de voleibol turca. Es va iniciar al voleibol als 7 anys de vida. En la seva carrera professional ha jugat per clubs com ara Halkbank SK d'Ankara, Eczacıbaşı i Yeşilyurt d'Istanbul, i Çanakkale Belediyespor de Çanakkale. També juga per la selecció nacional turca. És jugadora de posició lliure i va ser escollida, varies vegades, millor lliure d'Europa.